# Westzijde
De Westzijde is een van de historische linten in Zaanstad en maakt voor het eerste gedeelte deel uit van het winkelgebied in de Noord-Hollandse stad Zaandam. De straat vormt de westoever van de Zaan waar de naam naar verwijst evenals de Oostzijde aan de andere kant van de rivier.
De straat begint bij de Gedempte gracht en ligt in het verlengde van de Damstraat. Vervolgens volgt de straat op enige afstand de loop van de Zaan. Aan de oostkant komen alleen de op de Zaan doodlopende straten Ruijterhoek en Simon de Witstraat uit. Aan de westzijde in de wijk Oud West komen er onder meer de Vinkenstraat, Stationsstraat, Herengracht en Vincent van Goghweg uit. Voorts worden er een aantal waterwegen gekruist zoals de Papenpadsloot en kruist de Spoorlijn Zaandam - Enkhuizen ongelijkvloers met een viaduct de straat en rivier. Na de Mallegatsloot gaat de straat in Koog aan de Zaan over in het Zuideinde.

## Gebouwen

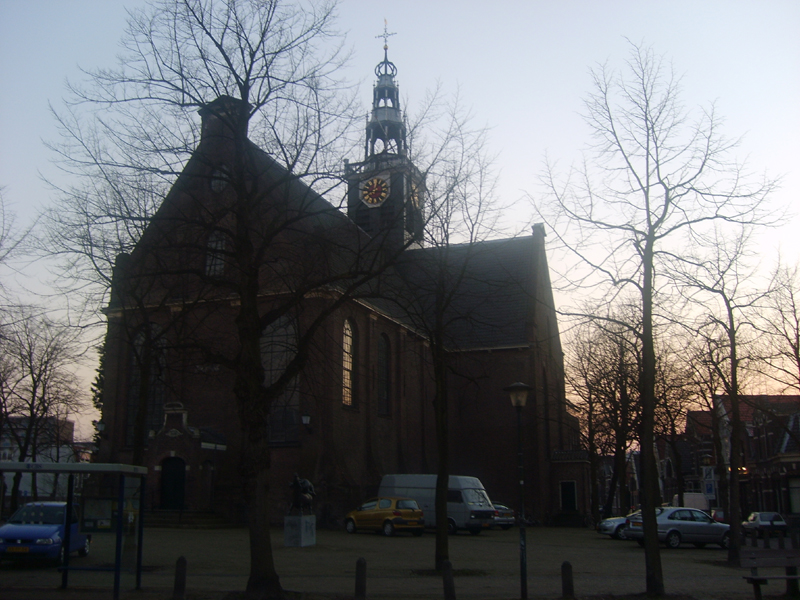
Westzijderkerk te Zaandam

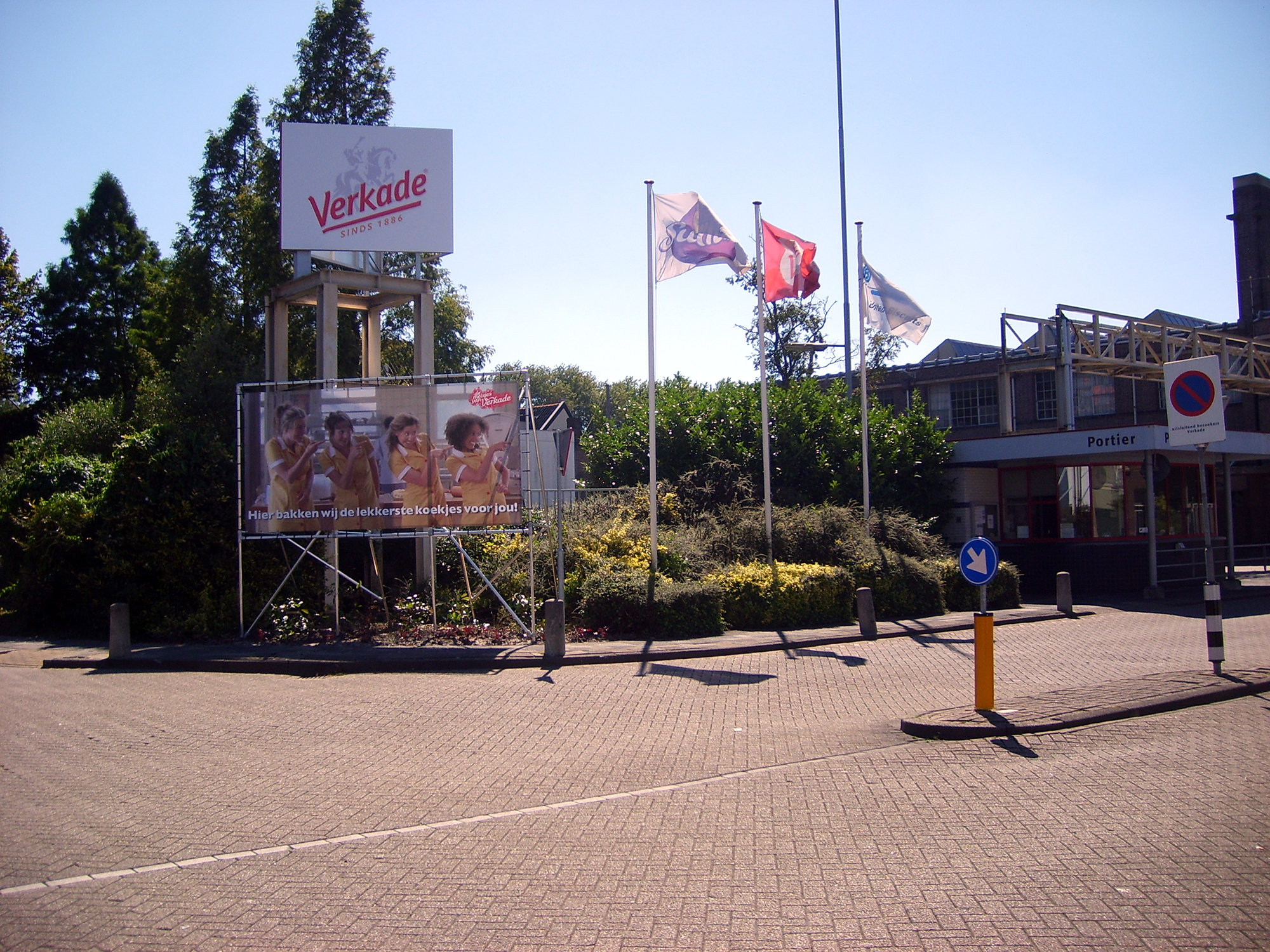
De ingang van de fabriek van Verkade aan de Westzijde in Zaandam.

Bij het winkelend publiek was de straat vooral bekend vanwege de aanwezigheid van een vestiging van de wit- en bruingoedwinkel Wastora gevestigd aan de Westzijde 51. In 1953 werd een radiowinkel overgenomen met 60 vierkante meter winkelruimte dat naderhand  uitgroeide tot 12.000 vierkante meter. In 1971 werden in en rondom de winkel op de Westzijde enkele scenes opgenomen van de film Turks fruit. Op 30 augustus 1993 werd het pand door een brand volledig verwoest en dat betekende het einde voor de winkel. Daarna verscheen hier de nieuwbouw met winkelcentrum Westzijde waarbij wederom een vestiging van een wit- en bruingoed winkel nu echter BCC.
De Westzijderkerk ook wel de "Bullekerk" genoemd staat aan de Westzijde 75 bij de Parkstraat. Voor de kerk staat sinds 1978 het bronzen beeld Stier met vrouw gemaakt door Julia van Verschuer over het verhaal Stiers Wreedheid dat zich hier heeft afgespeeld in 1647 en 1648.
De eerste Nederlandse supermarkt van Simon de Wit bevond zich sinds 1960 ook aan de Westzijde. De Simon de Witstraat is hier naar vernoemd.
Aan de Westzijde 103 bevindt zich het complex van Verkade.
De even huisnummers lopen tot 482 en de oneven huisnummers tot 273.

## Openbaar vervoer
Connexxion bus 67 rijdt door vrijwel de gehele straat tussen de Vinkenstraat en de Mallegatsloot. Een klein stukje rijden door de straat tussen de Gedempte gracht en de Vinkenstraat bus 64, 65, 69, 392 en 394 en hebben er een halte staduitwaarts. De halte stadinwaarts ligt op de Gedempte gracht behalve als de Beatrixbrug gestremd is en via de Wilhelminabrug moet worden gereden.

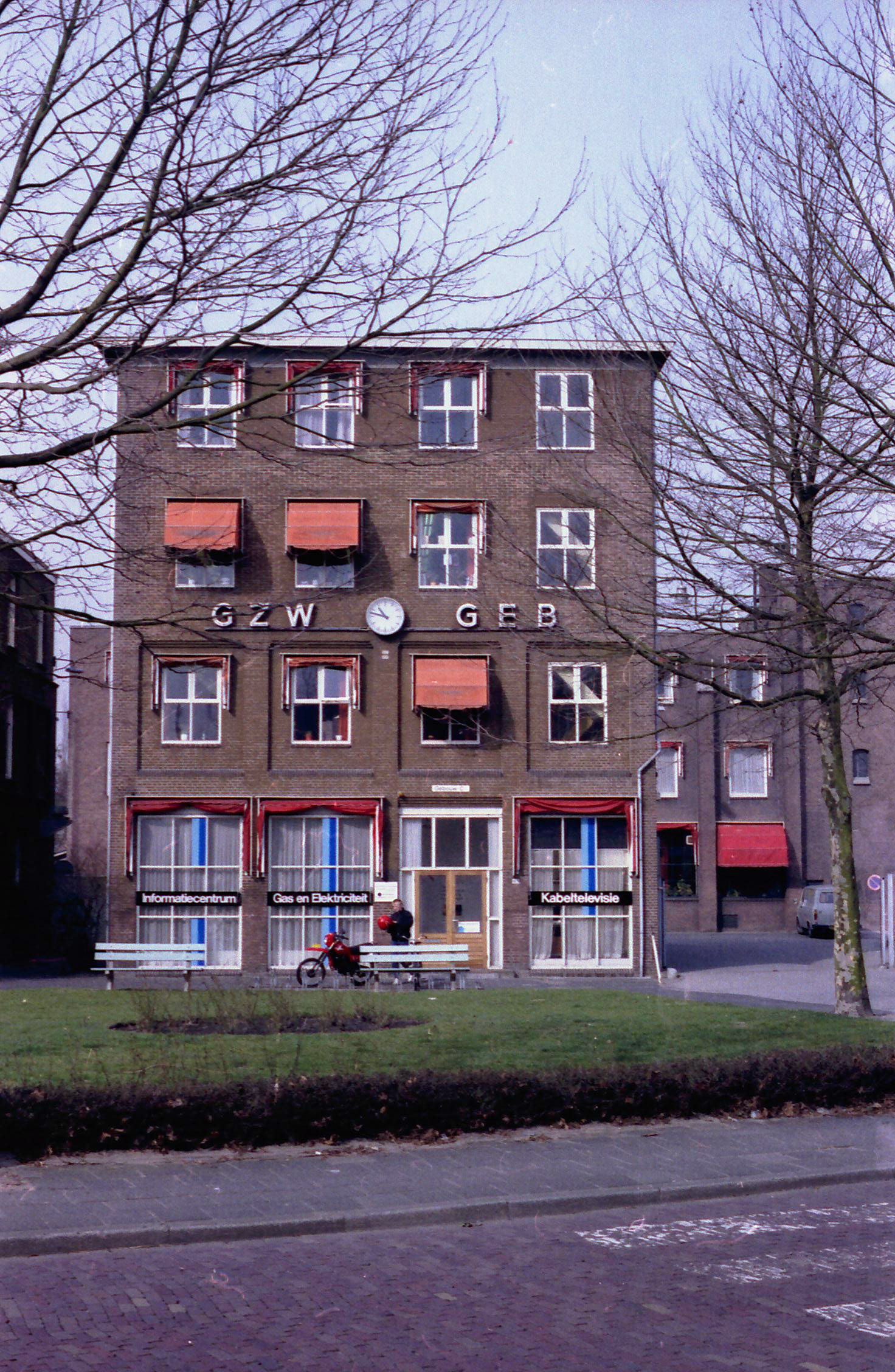
Voormalig GZW gebouw met de klok Westzijde